# I’m with Stupid (песня Pet Shop Boys)
«I’m with Stupid» (рус. «Я с дураком») — песня британской поп-группы Pet Shop Boys. Она вышла синглом 8 мая 2006 года, который достиг восьмого места в британском чарте.
Это сатирическая композиция, осмеивающая отношения двух политиков, — Джорджа Буша и Тони Блэра.

## Клип
Клип является пародией на два самых популярных видео группы — на песни «Can You Forgive Her?» и «Go West». Его сюжет заключается в том, что два поклонника группы (их сыграли популярные британские комики Дэвид Уаллиамс и Мэтт Лукас) похитили своих кумиров с целью показать им своё видение их творчества.

## Список композиций

### 7" (UK)
1. «I’m with Stupid» (3:27)
2. «Girls Don’t Cry» (2:35)

### CD(UK)
1. «I’m with Stupid» (3:27)
2. «The Resurrectionist» (3:12)

### DVD(UK)
1. «I’m with Stupid» (3:27)
2. «The Resurrectionist» (Goetz B. Extended Mix) (5:40)
3. «Girls Don’t Cry» (2:35)
4. «I’m with Stupid» (3:58)

### CD1 (EU)
1. «I’m with Stupid» (3:27)
2. «The Resurrectionist» (3:12)

### CD2 (EU)
1. «I’m With Stupid» (3:27)
2. «The Resurrectionist» (Goetz B. Extended Mix) (5:40)
3. «Girls Don’t Cry» (2:35)

### DVD(EU)
1. «I’m with Stupid» (3:27)
2. «The Resurrectionist» (Goetz B. Extended Mix) (5:40)
3. «Girls Don’t Cry» (2:35)
4. «I’m with Stupid» (3:58)
5. «I’m with Stupid» (Making Of)

### Remixes
1. PSB Maxi-Mix (8:12)
2. Abe Duque Mix (5:03)
3. Melnyk Heavy Petting Mix (6:05)
4. Max Tundra Mix (4:23)
5. Abe Duque Dub (5:51)

## Высшие позиции в чартах
| Chart (2006)                       | Peak position |
| ---------------------------------- | ------------- |
| Австралия (ARIA)                   | 23            |
| Бельгия/Фландрия (Ultratip)        | 4             |
| Бельгия/Валлония (Ultratip)        | 6             |
| Дания (Tracklisten)                | 3             |
| Германия (GfK)                     | 29            |
| Greece (IFPI)                      | 19            |
| Ирландия (IRMA)                    | 23            |
| Нидерланды (Single Top 100)        | 64            |
| Romania (Romanian Top 100)         | 61            |
| Шотландия (Scottish Singles Chart) | 9             |
| Словакия (Rádio Top 100)           | 90            |
| Испания (PROMUSICAE)               | 5             |
| Швеция (Sverigetopplistan)         | 10            |
| Швейцария (Schweizer Hitparade)    | 38            |
| Великобритания (UK Singles Chart)  | 8             |
| США (Billboard Dance Club Songs)   | 7             |